# Charaxes guderiana
Charaxes guderiana är en fjärilsart som beskrevs av Herman Dewitz 1879. Charaxes guderiana ingår i släktet Charaxes och familjen praktfjärilar. IUCN kategoriserar arten globalt som livskraftig. Inga underarter finns listade i Catalogue of Life.

## Bildgalleri

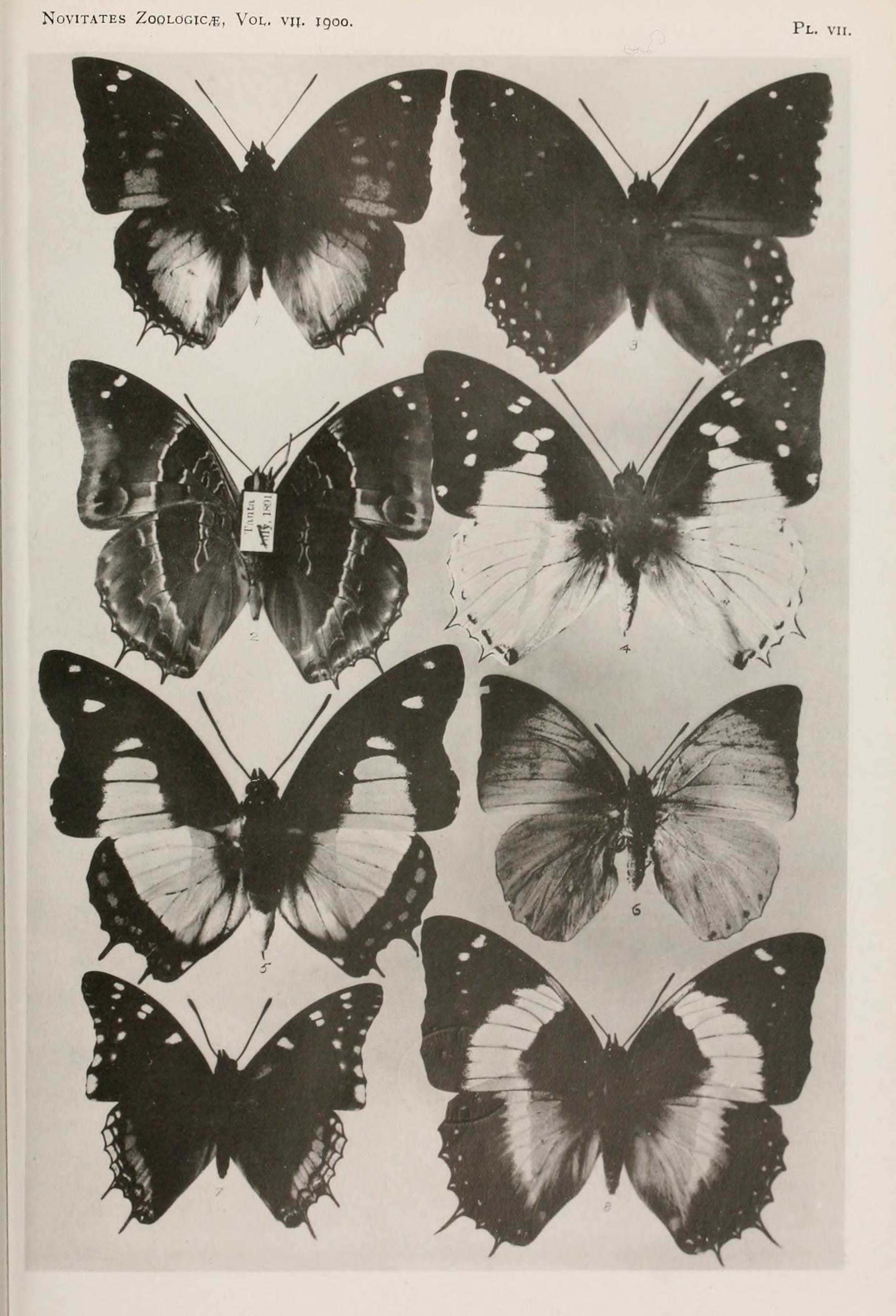
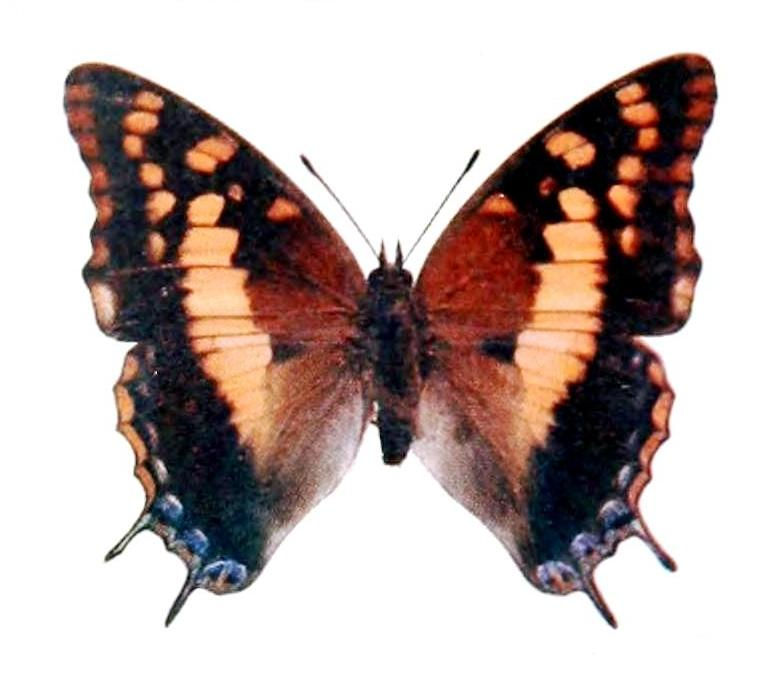